# Большой Сап
Большой Сап — малая река в Невьянском районе Свердловской области России. Устье реки находится в 219 км по левому берегу реки Реж. Длина реки Большой Сап — 24 км.
На Большом Сапе расположены сёла Конёво и Аятское.

## Данные водного реестра
По данным государственного водного реестра России, Большой Сап относится к Иртышскому бассейновому округу, речному бассейну Иртыша, речному подбассейну Тобола. Водохозяйственный участок — Реж (без реки Аяти от истока до Аятского гидроузла) и Нейва (от Невьянского гидроузла) до их слияния.
Код объекта в государственном водном реестре — 14010501812111200006655.